# Peine de mort en Géorgie (États-Unis)
La pendaison fut en usage en Géorgie jusqu'en 1931, tandis que la chaise électrique fut introduite dès 1924, ceci jusqu'en 1998. L'injection létale se substitua lorsque cette dernière fut déclarée anticonstitutionnelle par la Cour suprême de Géorgie en 2001, alors qu'il ne s'agissait que d'une option.
C'est en Géorgie qu'ont lieu les affaires Furman v. Georgia et Gregg v. Georgia auprès la Cour suprême des États-Unis, à la suite desquelles la peine de mort fut d'abord déclarée anticonstitutionnelle puis rétablie sur l'ensemble du territoire américain, et Coker v. Georgia qui interdisit l'application de la peine de mort au minimum dans les cas de viol envers des adultes (la victime avait 16 ans). La Géorgie a repris les exécutions en 1983.
En 2007 et 2009, à la suite de la condamnation à vie de Brian Nichols (en) au lieu d'une condamnation à mort que tout le monde attendait,, plusieurs projets de loi tendant à ne plus requérir l'unanimité du jury mais simplement à la majorité de neuf ou dix voix sur douze ont été rejetés. Une loi autorisant les juges à prononcer la perpétuité réelle sans que les procureurs aient requis la peine de mort à, par contre, été signée en 2009, l'objectif étant de réduire le nombre de condamnations.
La Géorgie fait partie des rares États où le gouverneur n'a aucune influence sur les exécutions (avec l'Idaho et le Connecticut). Un comité des grâces composé de cinq fonctionnaires indépendants se réunit peu avant l'exécution et peut commuer la peine, ou simplement surseoir à l'exécution.
Le juge fixe une période de 7 jours durant laquelle l'administration pénitentiaire doit procéder à l'exécution. La Géorgie est l'État où les exécutions sont prévues le moins longtemps à l'avance, la période de 7 jours devant commencer au plus tôt 10 et au plus tard 20 jours après la fixation de cette période. Ce système permet d'exécuter le condamné sans redemander un ordre d'exécution au juge en cas de suspension finalement retirée avant la fin de la période de 7 jours. Durant les 48 dernières heures, le condamné est autorisé à rencontrer jusqu'à vingt-cinq personnes. En revanche, la Géorgie fait partie des États (si ce n'est pas le seul) où la famille du condamné n'est pas autorisée à être présente lors de l'exécution, alors que la famille de la victime y est autorisée.

## Exécutions depuis 1973
Les exécutions ont lieu à Jackson au Georgia Diagnostic and Classification State Prison.
| #  | Criminel              | Date              | Méthode(s)        | Sexe   | Crime(s)                                                                               | Gouverneur   |
| -- | --------------------- | ----------------- | ----------------- | ------ | -------------------------------------------------------------------------------------- | ------------ |
| 1  | John Smith            | 15 décembre 1983  | Chaise électrique | Hommes | Meurtre en 1974 d'un couple en leur tirant dessus pour toucher leurs assurances.       | Joe Harris   |
| 2  | Ivon Stanley          | 12 juillet 1984   | Chaise électrique | Hommes | Meurtre en 1976 d'un homme lors d'un braquage en le brûlant vif.                       | Joe Harris   |
| 3  | Alpha Stephens        | 12 décembre 1984  | Chaise électrique | Hommes | Meurtre en 1974 d'un homme lors d'un cambriolage.                                      | Joe Harris   |
| 4  | Roosevelt Green       | 9 janvier 1985    | Chaise électrique | Hommes | Meurtre en 1976 d'une jeune femme après l'avoir enlevée et violée.                     | Joe Harris   |
| 5  | Van Roosevelt Salomon | 20 février 1985   | Chaise électrique | Hommes | Meurtre en 1979 du manager d'une station-service lors d'un braquage.                   | Joe Harris   |
| 6  | John Young            | 20 mars 1985      | Chaise électrique | Hommes | Meurtre en 1974 de trois retraités en les battant à mort pour les volés.               | Joe Harris   |
| 7  | Jerome Bowden         | 24 juin 1986      | Chaise électrique | Hommes | Meurtre en 1976 de deux femmes dont une paralysé en les battants à mort.               | Joe Harris   |
| 8  | Joseph Mulligan       | 15 mai 1987       | Chaise électrique | Hommes | Meurtre en 1974 de l'ex-mari de sa sœur et de sa petite-amie.                          | Joe Harris   |
| 9  | Richard Tucker        | 22 mai 1987       | Chaise électrique | Hommes | Meurtre en 1978 d'une femme après l'avoir enlevée, dévalisée et violée.                | Joe Harris   |
| 10 | William Tucker        | 29 mai 1987       | Chaise électrique | Hommes | Meurtre en 1977 d'une jeune femme enceinte lors du braquage d'un magasin.              | Joe Harris   |
| 11 | William Mitchell      | 2 septembre 1987  | Chaise électrique | Hommes | Meurtre en 1974 de deux personnes dont un adolescent dans un braquage.                 | Joe Harris   |
| 12 | Timothy McCorquodale  | 21 septembre 1987 | Chaise électrique | Hommes | Meurtre en 1974 d'une adolescente après l'avoir violée et mutilée.                     | Joe Harris   |
| 13 | James Messer          | 28 juillet 1988   | Chaise électrique | Hommes | Meurtre en 1979 de sa nièce de huit ans en la poignardant après l'avoir violée.        | Joe Harris   |
| 14 | Henry Willis          | 18 mai 1989       | Chaise électrique | Hommes | Meurtre en 1976 d'un policier en lui tirant dessus pour s'échapper.                    | Joe Harris   |
| 15 | Warren McCleskey      | 25 septembre 1991 | Chaise électrique | Hommes | Meurtre en 1978 d'un policier après le braquage d'une bijouterie.                      | Zell Miller  |
| 16 | Thomas Stevens        | 29 juin 1993      | Chaise électrique | Hommes | Meurtre en 1977 d'un chauffeur de taxi en le noyant après l'avoir violé.               | Zell Miller  |
| 17 | Christopher Burger    | 7 décembre 1993   | Chaise électrique | Hommes | Meurtre en 1977 d'un chauffeur de taxi en le noyant après l'avoir violé.               | Zell Miller  |
| 18 | William Hance         | 31 mars 1994      | Chaise électrique | Hommes | Meurtre entre 1977 et 1978 de quatre femmes après les avoirs battu avec un cric.       | Zell Miller  |
| 19 | Nicholas Ingram       | 7 avril 1995      | Chaise électrique | Hommes | Meurtre en 1983 d'un homme en lui tirant dessus après lui avoir volé sa voiture.       | Zell Miller  |
| 20 | Darrel Devier         | 17 mai 1995       | Chaise électrique | Hommes | Meurtre en 1979 d'une fille de douze ans après l'avoir violée.                         | Zell Miller  |
| 21 | Larry Lonchar         | 14 novembre 1996  | Chaise électrique | Hommes | Meurtre en 1986 de trois personnes qui lui devaient une dette de jeux.                 | Zell Miller  |
| 22 | Ellis Felker          | 15 novembre 1996  | Chaise électrique | Hommes | Meurtre en 1981 d'une étudiante en l’asphyxiant après l'avoir violée.                  | Zell Miller  |
| 23 | David Cargill         | 10 juin 1998      | Chaise électrique | Hommes | Meurtre en 1985 d'un couple dans le braquage d'une station-service.                    | Zell Miller  |
| 24 | Terry Mincey          | 25 octobre 2001   | Injection létale  | Hommes | Meurtre en 1982 d'une caissière lors d'un braquage.                                    | Roy Barnes   |
| 25 | Jose High             | 6 novembre 2001   | Injection létale  | Hommes | Meurtre en 1976 d'un garçon de onze ans dans le braquage d'une station-service.        | Roy Barnes   |
| 26 | Fred Gilreath         | 15 novembre 2001  | Injection létale  | Hommes | Meurtre en 1979 de sa femme et de son beaux-père en leur tirant dessus.                | Roy Barnes   |
| 27 | Byron Parker          | 11 décembre 2001  | Injection létale  | Hommes | Meurtre en 1984 d'une fillette de onze ans après l'avoir enlevée et violée.            | Roy Barnes   |
| 28 | Ronald Spivey         | 24 janvier 2002   | Injection létale  | Hommes | Meurtre en 1976 d'un policier pour échapper à une arrestation.                         | Roy Barnes   |
| 29 | Tracy Housel          | 12 mars 2002      | Injection létale  | Hommes | Meurtre en 1985 de deux personnes dont une femme, étranglée et violée.                 | Roy Barnes   |
| 30 | Wallace Fugate        | 16 août 2002      | Injection létale  | Hommes | Meurtre en 1991 de son ex-femme en lui tirant dessus après une dispute.                | Roy Barnes   |
| 31 | William Putman        | 13 novembre 2002  | Injection létale  | Hommes | Meurtre en 1980 de trois personnes en leur tirant dessus.                              | Roy Barnes   |
| 32 | Larry Moon            | 25 mars 2003      | Injection létale  | Hommes | Meurtre en 1984 de trois personnes en leur tirant dessus après les avoir dévalisés     | Sonny Perdue |
| 33 | Carl Isaacs           | 6 mai 2003        | Injection létale  | Hommes | Meurtre en 1973 de six personnes en leur tirant dessus.                                | Sonny Perdue |
| 34 | James Brown           | 4 novembre 2003   | Injection létale  | Hommes | Meurtre en 1975 d'une femme en l’asphyxiant après l'avoir violée.                      | Sonny Perdue |
| 35 | Robert Hicks          | 1er juillet 2004  | Injection létale  | Hommes | Meurtre en 1985 d'une femme en la poignardant dans la rue.                             | Sonny Perdue |
| 36 | Eddie Crawford        | 19 juillet 2004   | Injection létale  | Hommes | Meurtre en 1983 de sa nièce de deux ans après l'avoir violée.                          | Sonny Perdue |
| 37 | Timothy Carr          | 26 janvier 2005   | Injection létale  | Hommes | Meurtre en 1992 d'un adolescent en l'égorgeant pour lui voler de l'argent.             | Sonny Perdue |
| 38 | Stephen Mobley        | 1er mars 2005     | Injection létale  | Hommes | Meurtre en 1991 d'un étudiant, employé d'un pizzeria lors du braquage de celle-ci.     | Sonny Perdue |
| 39 | Robert Conklin        | 12 juillet 2005   | Injection létale  | Hommes | Meurtre en 1984 d'un homme avec un tournevis lors d'une dispute.                       | Sonny Perdue |
| 40 | John Hightower        | 26 juin 2007      | Injection létale  | Hommes | Meurtre en 1987 de sa femme et de ses deux filles en leur tirant dessus.               | Sonny Perdue |
| 41 | William Lynd          | 6 mai 2008        | Injection létale  | Hommes | Meurtre en 1988 de sa petite-amie en lui tirant dessus après une dispute.              | Sonny Perdue |
| 42 | Curtis Osborne        | 4 juin 2008       | Injection létale  | Hommes | Meurtre en 1990 d'un couple en leur tirant dessus pour ne pas les rembourser.          | Sonny Perdue |
| 43 | Jack Alderman         | 16 septembre 2008 | Injection létale  | Hommes | Meurtre en 1974 de sa femme en la noyant pour toucher les assurances.                  | Sonny Perdue |
| 44 | Robert Newland        | 10 mars 2009      | Injection létale  | Hommes | Meurtre en 1986 de sa voisine car celle-ci avait refusé de l'embrasser.                | Sonny Perdue |
| 45 | William Mize          | 29 avril 2009     | Injection létale  | Hommes | Meurtre en 1994 d'un homme en lui tirant dessus.                                       | Sonny Perdue |
| 46 | Mark McClain          | 20 octobre 2009   | Injection létale  | Hommes | Meurtre en 1994 du manager d'un pizzeria en lui tirant dessus lors d'un braquage.      | Sonny Perdue |
| 47 | Melbert Ford          | 9 juin 2010       | Injection létale  | Hommes | Meurtre en 1986 de son ex-petite amie et de sa nièce de onze ans.                      | Sonny Perdue |
| 48 | Brandon Rhode         | 27 septembre 2010 | Injection létale  | Hommes | Meurtre en 1998 de trois personnes dont deux adolescents lors d'un cambriolage.        | Sonny Perdue |
| 49 | Emmanuel Hammond      | 25 janvier 2011   | Injection létale  | Hommes | Meurtre en 1988 d'une femme après l'avoir enlevée et violée.                           | Nathan Deal  |
| 50 | Roy Blankenship       | 23 juin 2011      | Injection létale  | Hommes | Meurtre en 1978 d'une retraité après l'avoir violée.                                   | Nathan Deal  |
| 51 | Andrew DeYoung        | 21 juillet 2011   | Injection létale  | Hommes | Meurtre en 1993 de trois personnes dont une adolescente en les poignardant.            | Nathan Deal  |
| 52 | Troy Davis            | 21 septembre 2011 | Injection létale  | Hommes | Meurtre en 1989 d'un policier en lui tirant dessus.                                    | Nathan Deal  |
| 53 | Andrew Cook           | 21 février 2013   | Injection létale  | Hommes | Meurtre en 1995 de deux personnes choisies au hasard en leur tirant dessus.            | Nathan Deal  |
| 54 | Marcus Wellons        | 17 juin 2014      | Injection létale  | Hommes | Meurtre en 1989 d'une adolescente de quinze ans après l'avoir violée.                  | Nathan Deal  |
| 55 | Robert Hosley         | 9 décembre 2014   | Injection létale  | Hommes | Meurtre en 1995 d'un policier pour échapper à une arrestation.                         | Nathan Deal  |
| 56 | Andrew Brannan        | 13 janvier 2015   | Injection létale  | Hommes | Meurtre en 1998 d'un policier en lui tirant dessus lors d'un contrôle routier.         | Nathan Deal  |
| 57 | Warren Hill           | 27 janvier 2015   | Injection létale  | Hommes | Meurtre en 1990 d'un co-détenu alors qu'il était déjà en prison pour meurtre.          | Nathan Deal  |
| 58 | Kelly Gissendaner     | 30 septembre 2015 | Injection létale  | Femme  | Meurtre en 1997 de son mari pour refaire sa vie avec son amant.                        | Nathan Deal  |
| 59 | Marcus Johnson        | 19 novembre 2015  | Injection létale  | Hommes | Meurtre en 1994 d'un femme après l'avoir violée et torturée.                           | Nathan Deal  |
| 60 | Brian Terrell         | 9 décembre 2015   | Injection létale  | Hommes | Meurtre en 1992 d'un retraité après l'avoir battu et lui avoir tiré dessus.            | Nathan Deal  |
| 61 | Brandon Jones         | 3 février 2016    | Injection létale  | Hommes | Meurtre en 1979 du manager d'un station-service lors du braquage de celle-ci.          | Nathan Deal  |
| 62 | Travis Hittson        | 17 février 2016   | Injection létale  | Hommes | Meurtre en 1993 d'un homme avec une batte de baseball.                                 | Nathan Deal  |
| 63 | Joshua Bishop         | 31 mars 2016      | Injection létale  | Hommes | Meurtre en 1994 d'un homme pour lui voler sa voiture.                                  | Nathan Deal  |
| 64 | Kenneth Fults         | 12 avril 2016     | Injection létale  | Hommes | Meurtre en 1996 de son voisin en lui tirant dessus.                                    | Nathan Deal  |
| 65 | Daniel Lucas          | 27 avril 2016     | Injection létale  | Hommes | Meurtre en 1998 de trois personnes dont deux adolescents lors d'un cambriolage.        | Nathan Deal  |
| 66 | John Conner           | 15 juillet 2016   | Injection létale  | Hommes | Meurtre en 1982 de son ami en le battant à mort avec une bouteille.                    | Nathan Deal  |
| 67 | Gregory Lawler        | 19 octobre 2016   | Injection létale  | Hommes | Meurtre en 1997 d'un policier en lui tirant dessus.                                    | Nathan Deal  |
| 68 | Steven Spears         | 16 novembre 2016  | Injection létale  | Hommes | Meurtre en 2001 de sa petite-amie.                                                     | Nathan Deal  |
| 69 | William Sallie        | 6 décembre 2016   | Injection létale  | Hommes | Meurtre en 1990 du père de son ex-femme en lui tirant dessus.                          | Nathan Deal  |
| 70 | J.W Ledford           | 17 mai 2017       | Injection létale  | Hommes | Meurtre en 1992 de son voisin retraité pour lui voler de l'argent et une arme.         | Nathan Deal  |
| 71 | Carlton Gary          | 15 mars 2018      | Injection létale  | Hommes | Meurtre entre 1975 et 1978 de huit femmes âgées après les avoir violées.               | Nathan Deal  |
| 72 | Robert Butts          | 4 mai 2018        | Injection létale  | Hommes | Meurtre en 1996 d'un homme sur le parking d'un supermarché.                            | Nathan Deal  |
| 73 | Scotty Morrow         | 2 mai 2019        | Injection létale  | Hommes | Meurtre en 1994 de deux femmes dont son ex-petite amie à la suite de leur rupture.     | Brian Kemp   |
| 74 | Marion Wilson         | 20 juin 2019      | Injection létale  | Hommes | Meurtre en 1996 d'un homme sur le parking d'un supermarché.                            | Brian Kemp   |
| 75 | Ray Cromartie         | 13 novembre 2019  | Injection létale  | Hommes | Meurtre en 1994 d'un employé d'une épicerie lors du braquage à main armée de celle-ci. | Brian Kemp   |
| 76 | Donnie Lance          | 29 janvier 2020   | Injection létale  | Hommes | Meurtre en 1997 de son ex-femme et du compagnon de celle-ci.                           | Brian Kemp   |
| 77 | Willie James Pye      | 20 mars 2024      | Injection létale  | Hommes | Meurtre en 1993 de son ex-petite amie Alicia Lynn Yarbrough.                           | Brian Kemp   |

Fin juin 2024, le couloir de la mort de Géorgie compte 34 condamnés. Depuis 1973, 16 condamnés ont été graciés en Géorgie,.

## Crimes capitaux
- O.C.G.A. 16-5-1 - Meurtre au Premier Degré